# Benešov nad Ploučnicí
Benešov nad Ploučnicí är en stad i Tjeckien.   Den ligger i regionen Ústí nad Labem, i den norra delen av landet, 70 km norr om huvudstaden Prag. Benešov nad Ploučnicí ligger 212 meter över havet och antalet invånare är 4 043.
Terrängen runt Benešov nad Ploučnicí är huvudsakligen kuperad, men åt nordost är den platt. Benešov nad Ploučnicí ligger nere i en dal. Runt Benešov nad Ploučnicí är det ganska glesbefolkat, med 43 invånare per kvadratkilometer. Närmaste större samhälle är Děčín, 8,2 km nordväst om Benešov nad Ploučnicí. Omgivningarna runt Benešov nad Ploučnicí är en mosaik av jordbruksmark och naturlig växtlighet.